# منتزعة الكبريت الضخمة
منتزعة الكبريت الضخمة (الاسم العلمي: Desulfovibrio gigas) هي نوع من البكتيريا، سلبية الغرام، تتبع جنس منتزعة الكبريت.